# Xanthomelon distractum
Xanthomelon distractum är en snäckart som beskrevs av Tom Iredale 1938. Xanthomelon distractum ingår i släktet Xanthomelon och familjen Camaenidae. Inga underarter finns listade i Catalogue of Life.